# NGC 7664
NGC 7664 este o galaxie spirală situată în constelația Pegas. A fost descoperită în 17 octombrie 1876 de către Édouard Stephan⁠(d). Se află la o distanță de 49,2 de megaparseci de Pământ.